# Kiruna
Kiruna (en sami septentrional: Giron; en finès: Kiiruna) és una ciutat situada a la província de la Lapònia sueca, la més septentrional de Suècia. Amb una població de 17.002 habitants el 2016, és el centre administratiu del municipi de Kiruna (amb 23.167 habitants el 2016) al Comtat de Norrbotten.
El Centre Espacial Esrange es va establir a Kiruna als anys 1960. També a Kiruna es troben l'Institut de Física Espacial i el Departament de Ciències Espacials de la Universitat Tecnològica de Luleå.

## Història

### Orígens
Els descobriments arqueològics han demostrat que la regió al voltant de Kiruna ha estat habitada des de fa com a mínim 6.000 anys.
Segles abans que Kiruna fos fundada el 1900, la presència de mena de ferro a Kiirunavaara i Luossavaara era coneguda per la població local sami. El 1696, Samuel Mört, un llibreter de Kengis, va descriure la presència de ferro als dos turons. L'oficial suec i cartògraf Anders Hackzell va fer el mapa de l'àrea de Kiruna el 1736 i va donar a les muntanyes de l'àrea noms en llengua sueca Fredriks berg (nom finlandès original encara en ús: Kiirunavaara) i Berget Ulrika Eleonora (nom finlandès original encara en ús: Luossavaara), pels noms del rei de Suècia Frederic I i la seva muller Ulrica Elionor.
Malgrat els descobriments de grans quantitats de mena, no es va desenvolupar cap mena de mineria a causa de la ubicació remota i el clima dur, tot i que alguna mena va ser extreta ak segle xix. S'extreia Uns treballs realitzats a l'estiu i transportat durant l'hivern, utilitzant trineus tirats per rens i cavalls. Tanmateix, els costos eren molt alts i la qualitat de la mena amb fòsfor era pobra, fins que, el 1878, el procés Gilchrist-Thomas, inventat per Sidney Gilchrist Thomas i Percy Gilchrist, va permetre la separació del fòsfor de la mena.

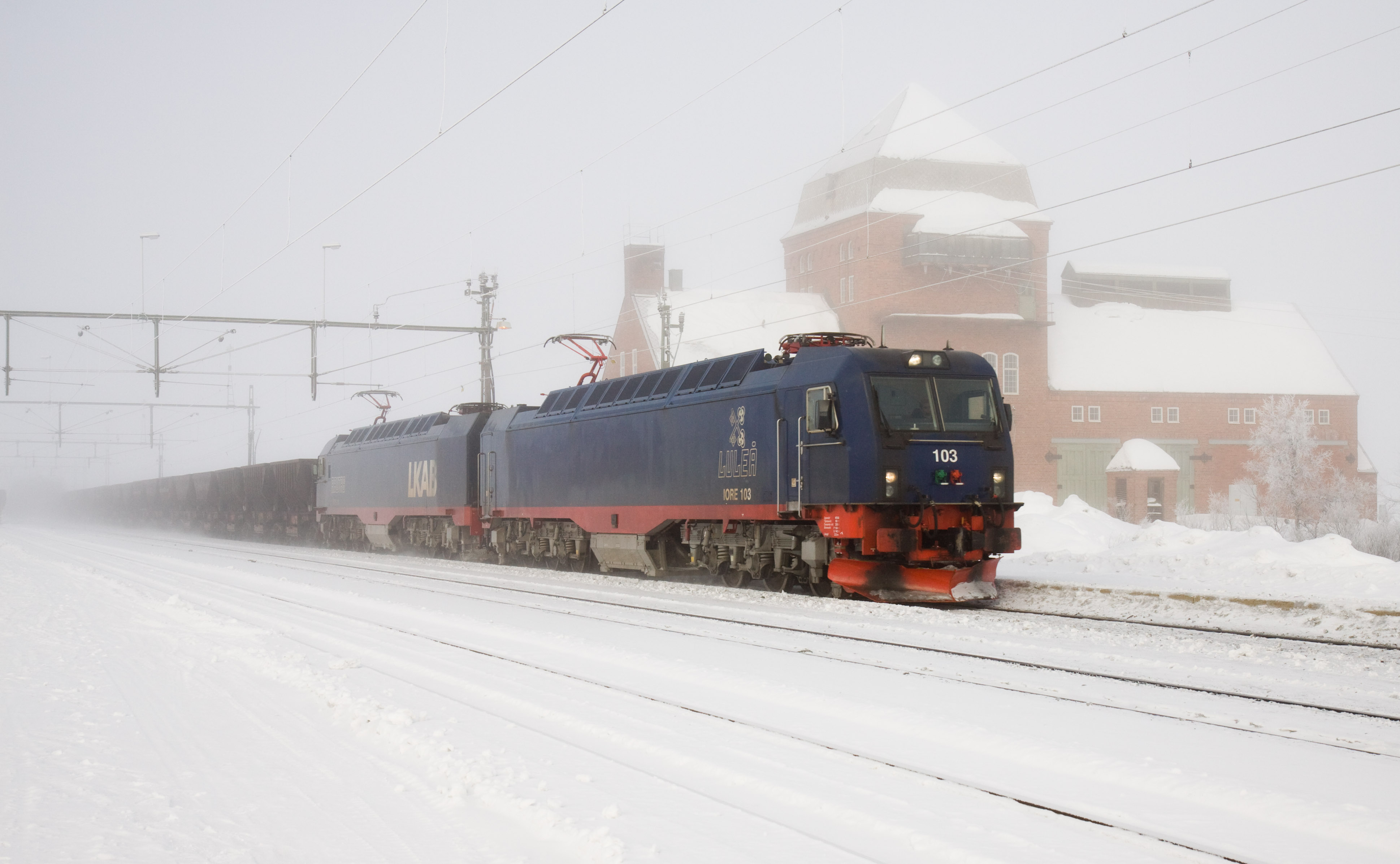
Un tren IORE que passa per Vassijaure

El 1884, es va atorgar una concessió per un ferrocarril de Luleå a Narvik va ser concedit a The Northern of Europe Railway Company. El ferrocarril provisional entre Luleå i Malmberget va ser acabat el 1888 i el primer tren va sortir de Malmberget el mes de març. En aquell moment l'empresa anglesa va fer fallida i va haver de vendre la línia a l'estat suec per 8 milions de corones sueques, al voltant de la meitat de la quantitat inicialment invertida. Després d'una significant reconstrucció, el ferrocarril a Gällivare va ser utilitzat un altre cop i la mena de ferro va ser extreta a Malmberget per Aktiebolaget Gellivare Malmfält (AGM).
A iniciativa de Robert Schoug, es va fundar l'empresa Luossavaara-Kiirunavaara Aktiebolag (LKAB) el 1890. Dins 1893, Gustaf Broms esdevenia CEO d'ambdós LKAB i AGM. LKAB volia continuar la via fèrria via Luossavaara i Kiirunavaara fins a Narvik a la costa de Noruega, lliure de gel. Un traçat polèmic a causa de la influència de Rússia (que llavors controlava Finlàndia la qual ja estava connectada a Suècia a Haparanda – Tornio) en una línia de ferrocarril internacional.

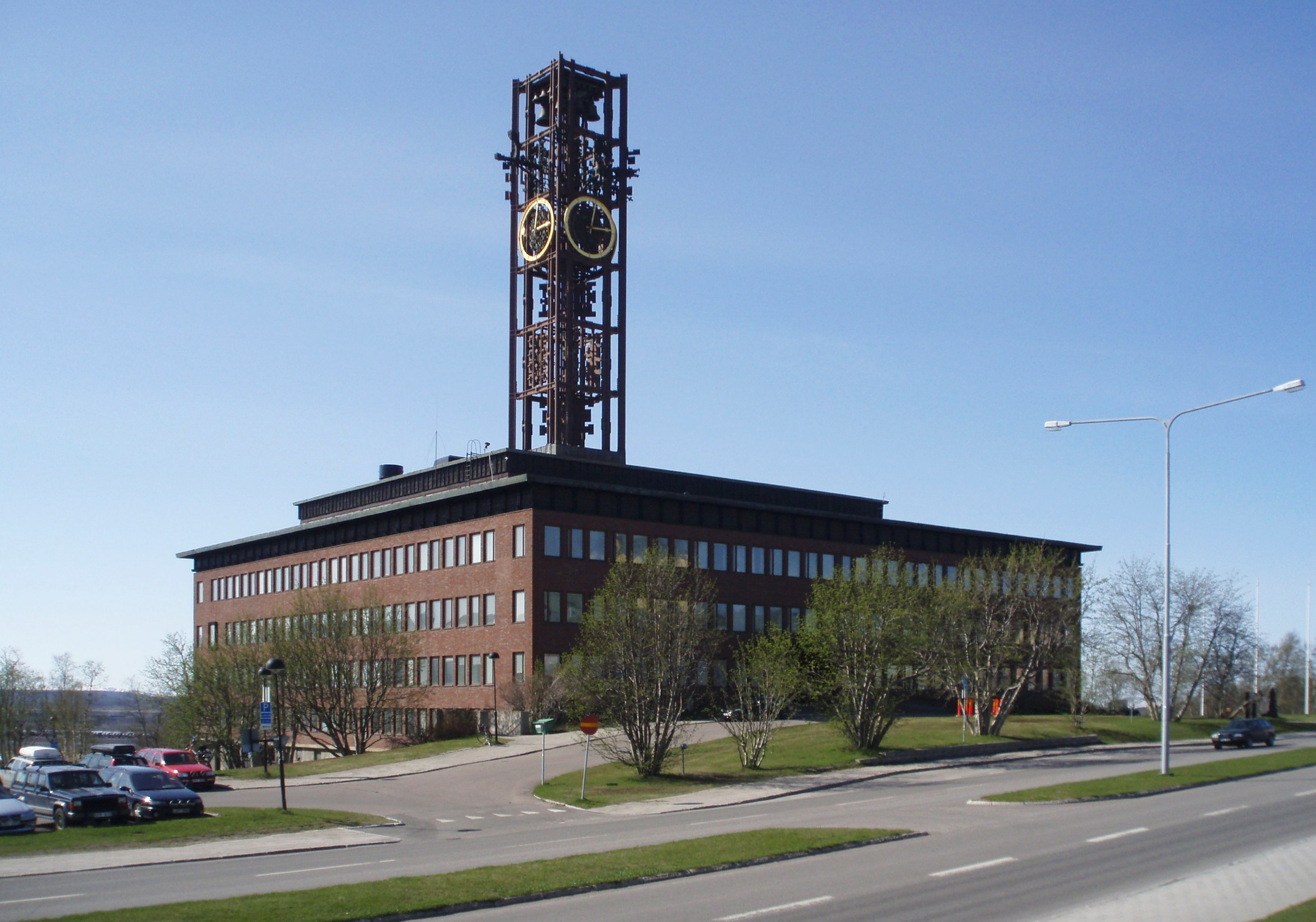
L'Ajuntament de Kiruna a l'estiu

Finalment, el ferrocarril va arribar a Kiruna el 15 d'octubre de 1899 i els traçats suec i noruec van quedar unides el 15 de novembre de 1902. Per a la LKAB, la despesa quasi va suposar la seva fallida el 1901, quan l'explotació minera del mont Kiirunavaara just havia començat. El 14 juliol 1903, el rei Oscar II va inaugurar oficialment la línia de ferrocarril.
Els arquitectes Per Olof Hallman i Gustaf Wickman van ser els encarregats de dissenyar la nova ciutat, que s'hauria d'ubicar a Haukivaara, prop d'ambdues mines de mena del ferro. Es van tenir en compte criteris geogràfics i climatològics llavors revolucionaris; es va situar en un turó per suavitzar les temperatures d'hivern són molt més suau que en altres ciutats, i amb una orientació de la trama urbana que limitava el vent. El projecte va ser aprovat el 27 d'abril de 1900.
Gustaf Broms, primer administrador general de la LKAB, va proposar el nom de Kiruna, un nom curt i pràctic que també podria ser pronunciat pels habitants suecs. La LKAB va incorporar Hjalmar Lundbohm, qui ni tan sols havia acabat els estudis de geologia, com a director local a Kiruna.

### Història primerenca

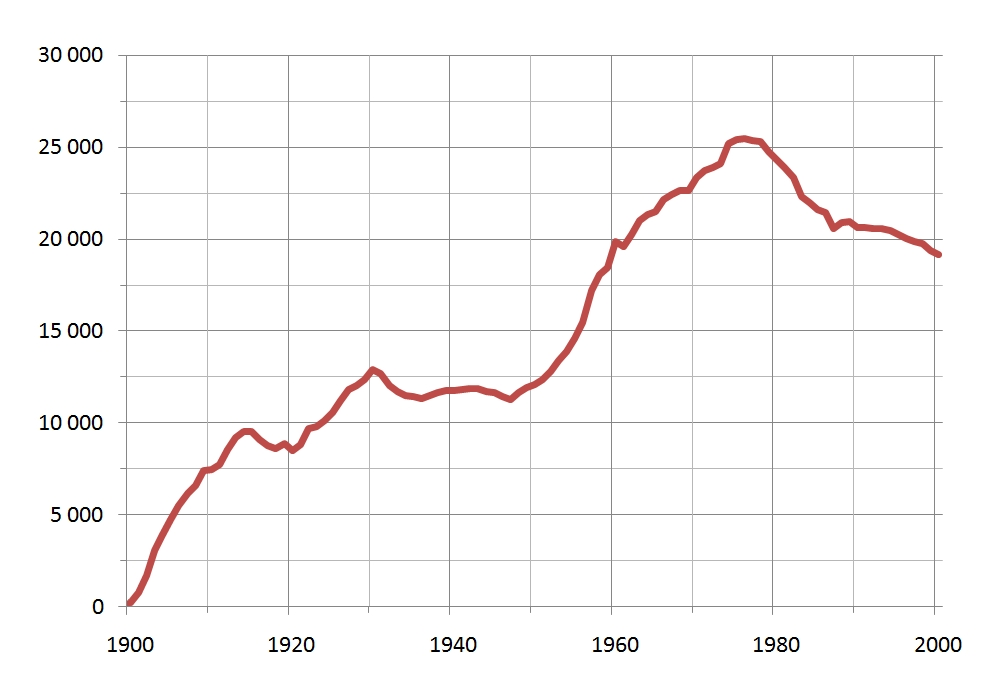
Evolució de la població a la ciutat de Kiruna

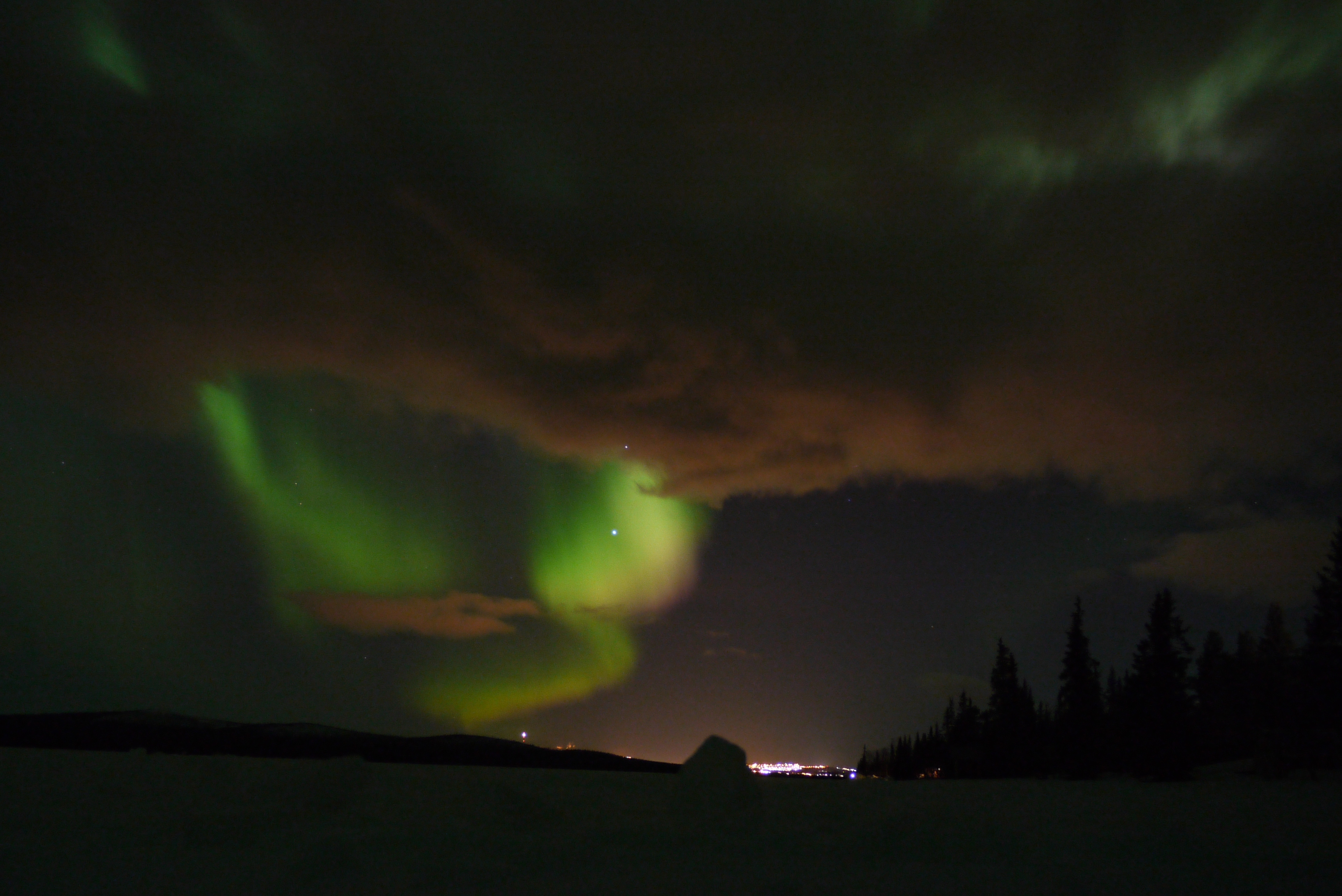
Aurora boreal vista als voltants de Kiruna

Abans que el disseny del poblat fos aprovat, les cases havien estat construïdes de forma desorganitzada amb situacions d'infrahabitatge il·legals similars als de l'altra ciutat minera, Malmberget, a 80 quilòmetres al sud de Kiruna. També, eren edificis provisionals els utilitzats com a església, escola, hospital, hotel i l'estació de policia. Tanmateix, les residències oficials van ser construïdes a un ritme alt, i quan el rei va inaugurar el ferrocarril el 1903, tots els habitatges il·legals i la majoria d'altres edificis provisionals havien estat enderrocats i reemplaçats. El primer edifici, anomenat B:1, es conserva i pot ser visitat com a part de la Hjalmar Lundbohmsgården, la residència de Lundbohm, com a primer director de la mina.
El 1899, estaven registrades 18 persones com a habitants del que "aviat serà Kiruna". Van passar a 222 el 1900, 7.438 el 1910 i 12.884 el 1930.

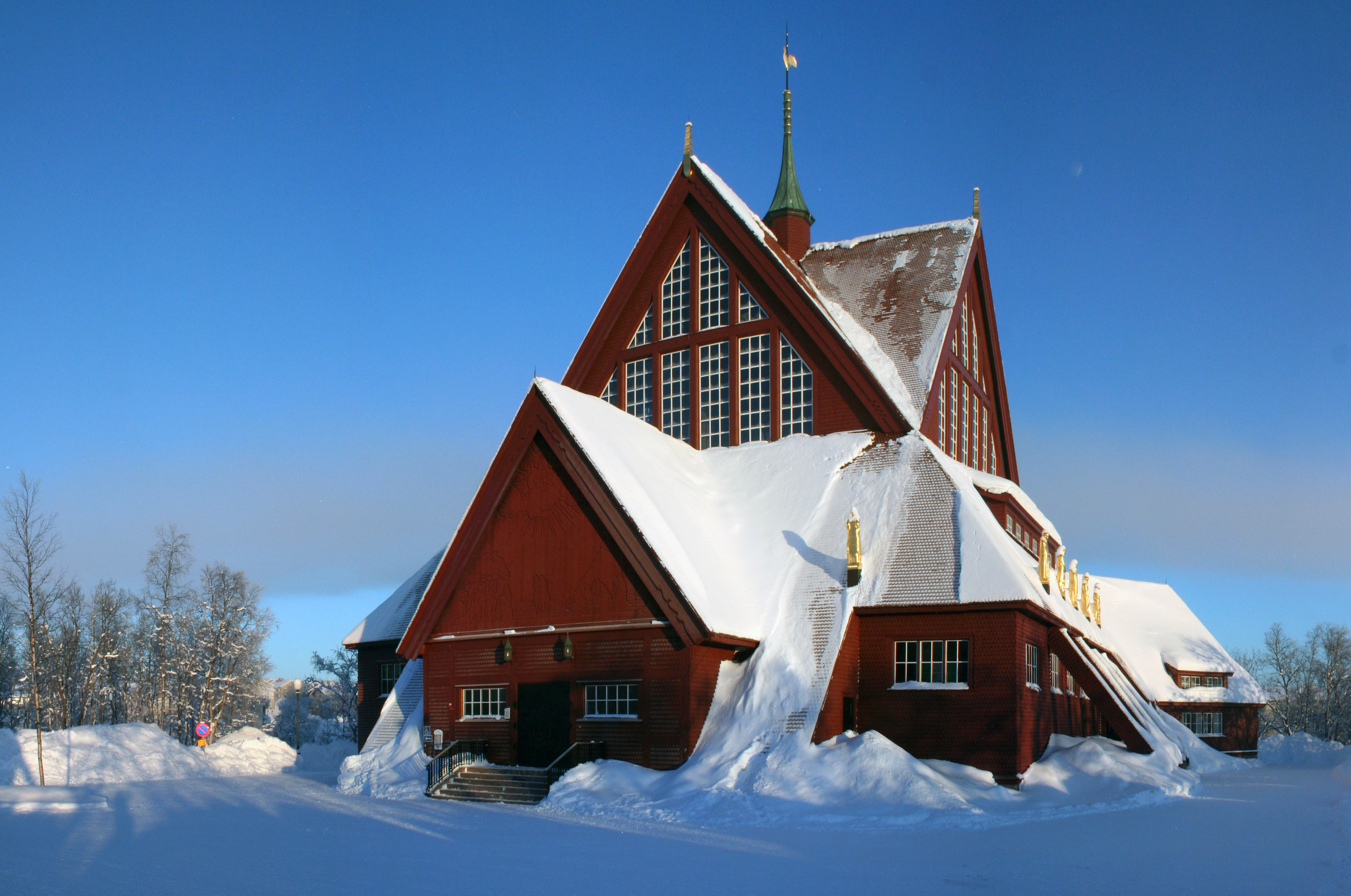
L'Església de Kiruna

Els habitatges no van créixer ràpidament; el 1910, hi havia 1.877 habitacions oficials i algunes residències no reconegudes, el que significava una mitjana de tres a quatre persones per habitació; aquesta densitat va millorar en les següents dècades. El 1908 Kiruna va esdevenir un municipalsamhälle (equivalent a una entitat de població), un estatus inferior a l'esperat per les organitzacions locals, com la Luossavaara-Kiirunavaara Arbetareförening, que confiaven que fos qualificat com a köping (vila amb mercat). Per aconseguir-ho, l'empresa minera LKAB va finançar la construcció d'un hospital, estació de bombers, clavegueram, carreteres, una església de Kiruna (oberta el 1912) i la casa parroquial.
L'explotació minera era prou bona a començaments del segle xx. El primer director de la mina, Hjalmar Lundbohm, estava preocupat per les condicions de treball a l'exterior durant l'hivern, però malgrat una primera recerca d'explotació subterrània, la mineria a tall obert era el mètode utilitzat els primers anys. Es va aplicar la mecanització dels treballs utilitzant excavadores a vapor, però el clima fred generava dificultats considerables i només quan la maquinària elèctrica va estar disponible el 1910, es va aconseguir una mecanització significativa. El cim del Kiirunavaara, que era de 247,7 metres per sobre de Luossajärvi fins que va ser espectacularment escapçat el 1910.
Va haver una vaga general a Suècia el 1909 que també va afectar Kiruna. En la cerca d'un futur millor, milers de persones van deixar Kiruna, incloent un grup de 500 habitants que varen emigrar al Brasil. La majoria d'ells van retornar decebuts per l'experiència a Llatinoamèrica que no va ser allò que havien imaginat. Hjalmar Lundbohm va deixar personalment diners a alguns dels emigrants per al seu retorn.
Durant la Primera Guerra Mundial la producció de mena del ferro va caure al nivell més baix en la història de la LKAB, i quan les exportacions van augmentar un altre cop, una vaga de tres mesos durant 1920 va conduir a un increment del 20% dels salaris dels miners. La producció va tornar a caure a un mínim el 1922, moment en què es va reduir la setmana laboral a tres dies, però durant els alegres anys 20, va augmentar a un rècord de nou milions de tones durant 1927.
El 1921 es va començar a explotar l'altre turó, el Luossavaara. Tanmateix, la quantitat total de mena que podria ser extreta a cel obert era petita comparada amb el Kiirunavaara, i la LKAB va preferir concentrar els recursos en un sol lloc. No obstant això, la mina va continuar fins al 1974, convertint-se posteriorment en una mina de recerca.
Durant les primeres dècades de l'existència de Kiruna, cap carretera la va connectar cap a la resta del món. L'única connexió era per ferrocarril o, a l'estiu, per barca via els rius Torne i Kalix amb Jukkasjärvi i Håmojåkk i des d'allí, a peu. El 1901 es va construir una carretera de Kiruna a Tuolluvaara, a Poikkijärvi el 1909, Alttajärvi el 1913 i es va connectar amb Svappavaara el 1926, des d'on altres carreteres ja connectaven via Vittangi a Pajala i via Lappesuando a Gällivare i d'allà cap al sud.
La Gran depressió va fer caure a un 70% la producció de mena, una caiguda que es convertiria en un augment espectacular just abans de la Segona Guerra Mundial.

### Segona Guerra Mundial
El municipi de Kiruna és fronterer amb Noruega i Finlàndia i relativament a prop d'ambdós països. Això va provocar el transport de molts soldats a l'àrea quan l'exèrcit es va mobilitzar; primer el setembre 1939 després de la invasió alemanya de Polònia, i posteriorment el novembre de 1939 després de la invasió russa de Finlàndia, però en ambdós casos els soldats suecs no van entrar en combat. El març de 1940, Churchill va demanar permís per transportar soldats de Narvik, Noruega, a Finlàndia via Kiruna i Haparanda en l'Operació Caterina. Davant del temor que la presència de soldats britànics prop de la mina de Kiruna provocaria un atac alemany sobre Suècia, la petició va ser declinada.
Després de la invasió alemanya de Noruega, com a mínim deu soldats es van instal·lar a cada pont al llarg de la línia fèrria Malmbanan, per volar els ponts en cas que l'exèrcit alemany haguessin envaït Suècia. A més, es va prohibir els estrangers visitar Kiruna o la línia fèrria de transport de la mena de ferro, i només els Samis, personal militar, els veïns i les persones que treballaven per al govern tenien permès viatjar entre Kiruna i Riksgränsen.
Després de la batalla de Narvik a Bjørnfjell, el 15 d'abril de 1940, els soldats noruecs ferits i caiguts van ser transportats a Kiruna.
Malgrat les condicions de neutralitat sueca, es van enviar trens amb aliments, esquís i cascos des de Kiruna als soldats noruecs a Bjørnfjell.
La mena de ferro suec de Kiruna era de gran importància per a la màquina de guerra alemanya. Un grup de persones que treballaven a la LKAB organitzat en el Wollweberliga, planegen sabotejar el transport a Alemanya. A finals de novembre de 1941, Edvard Nyberg, Ernst Wollweber i altres van produir una mina per ser subjectada als vagons de tren. Nyberg va ser descobert, va ser acomiadat de LKAB i va estar tres anys i mig a la presó. Al seu alliberament, va fundar Nybergs Mekaniska Verkstad que és encara una de les empreses més grans de Kiruna.
Alemanya va demanar a Suècia l'ús de la xarxa de ferrocarril per transportar equipament militar, però el govern suec va acordar que només permetria el trànsit de caràcter humanitari, però cap subministrament per a soldats. Alemanya va argumentar que, com que Noruega estava ocupada, els soldats alemanys allà ja no lluitaven, i que transportaria una gran quantitat d'equipament militar, munició i, secretament, tropes des del sud al nord de Noruega, via Malmbanan i Kiruna. Les tropes eren sovint traslladades en trens declarats com a transports material. Malgrat anar estrictament contra les regles, hi hi havia una considerable interacció entre els soldats alemanys i els suecs locals, inclòs el comerç i partits de futbol.
Durant la guerra, fins a 2.000 refugiats de 20 països van ser hostatjats a Kiruna. Presoners alemanys de guerra, per exemple, d'avions derribats, van ser retinguts a Kiruna abans de ser transportat al sud. Tanmateix, els petits sabotatges, com posar arena als motors, i era habitual que algunes armes sovint acabaven en el fons del llac Luossajärvi, al costat de la parada de trens.
Al nord de Torneträsk, a Kaivare, la base radiofònica Kari va ser construïda des de la clandestinitat i utilitzada per la resistència noruega. Va ser també utilitzada pel contraban d'armes a Noruega i pels refugiats de Noruega.

### Postguerra

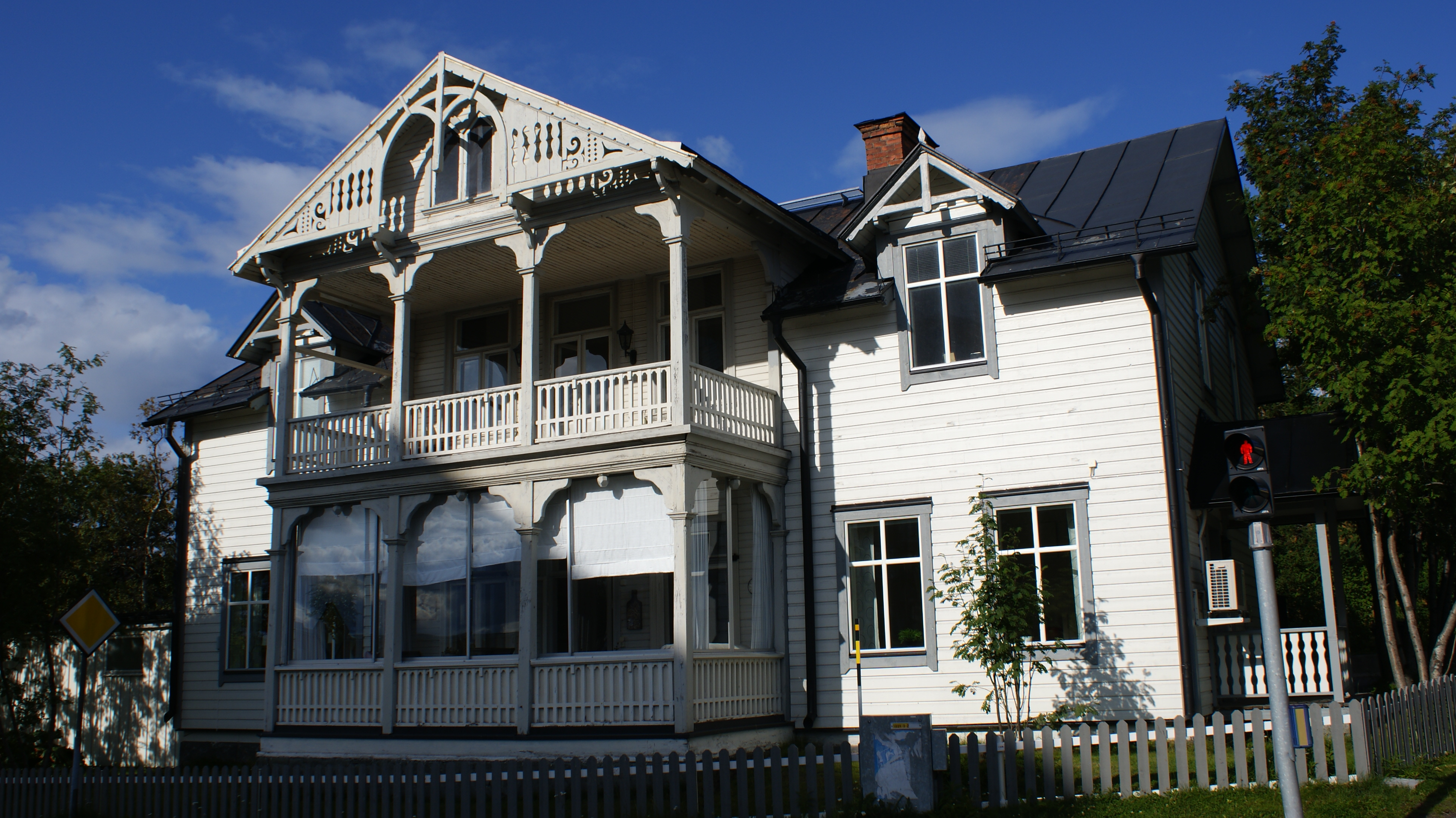
Una antiga mansió propera al centre de Kiruna

El 1948, Kiruna va obtenir drets com a ciutat i va començar a rebre grans quantitats de diners de la mina. El centre de ciutat va ser renovat començant el 1953; la majoria d'edificis que van ser construir abans de 1920 van ser enderrocats i reemplaçats, i molts dels edificis actuals van ser construïts en el període següent. La ciutat va créixer i es van construir nous barris, així com edificis d'apartament nous i vil·les dins els ja existents. L'àrea actualment coneguda com a Lombolo va ser construïda els anys 1960.
El 10 de novembre de 1960, l'aeroport de Kiruna va obrir per separat els vols civils dels avions militars que havien aterrat a Kalixfors aeroport i a Luossajärvi des de la Primera Guerra Mundial. Es va obrir una carretera a Nikkaluokta el 1971 i a Riksgränsen i Narvik el 1984. Aquesta última fortament debatuda pels plans alternatius per construir la carretera a Noruega en el costat nord de Torneträsk, via Laimo, Kattuvuoma, Salmi a Innset i Bardu dins Noruega. Aquesta carretera mai va ser construïda, però un 25 km pista llarga entre Laimo i Salmi va ser construït a les iniciatives del locals i acabat dins 1962; tanmateix, aquesta pista, anomenada Talmavägen, no està connectada a cap altra carretera.
L'augment de les comunicacions varen ser també beneficioses per al turisme. Els ferrocarrils suecs ja feien circular trens especials abans de la Segona Guerra Mundial, però va començar un tren especial a l'estiu entre Gothenborg i Kiruna, connectant amb un vaixell als Estats Units. El canoe club Kiruna Långfärdspaddlare va ser fundat el 1972 i es va reprendre l apràctica del ràfting pels turistes després d'estar interromput 20 anys a causa de l'ofegament de Valfrid Johansson. Fins al 1980, el turisme hi havia estat principalment un negoci d'estiu, però l'explotació turística de trineus de gossos va començar el 1983 a Jukkasjärvi. El 1990, va ser construït el primer Icehotel a Jukkasjärvi, anunciat com l'iglú més gran del món. Havia estat construït utilitzant tècniques de l'edifici de Malmbanan 90 anys abans, i estava també inspirat en el Festival de Neu, que hi havia començat el 1986 per celebrar el satèl·lit suec Viking. Des de 1998, existeix una àrea turística especial per visitar la mina i des de 1999, els turistes poden visitar les diverses àrees d'investigació anant a Kiruna.

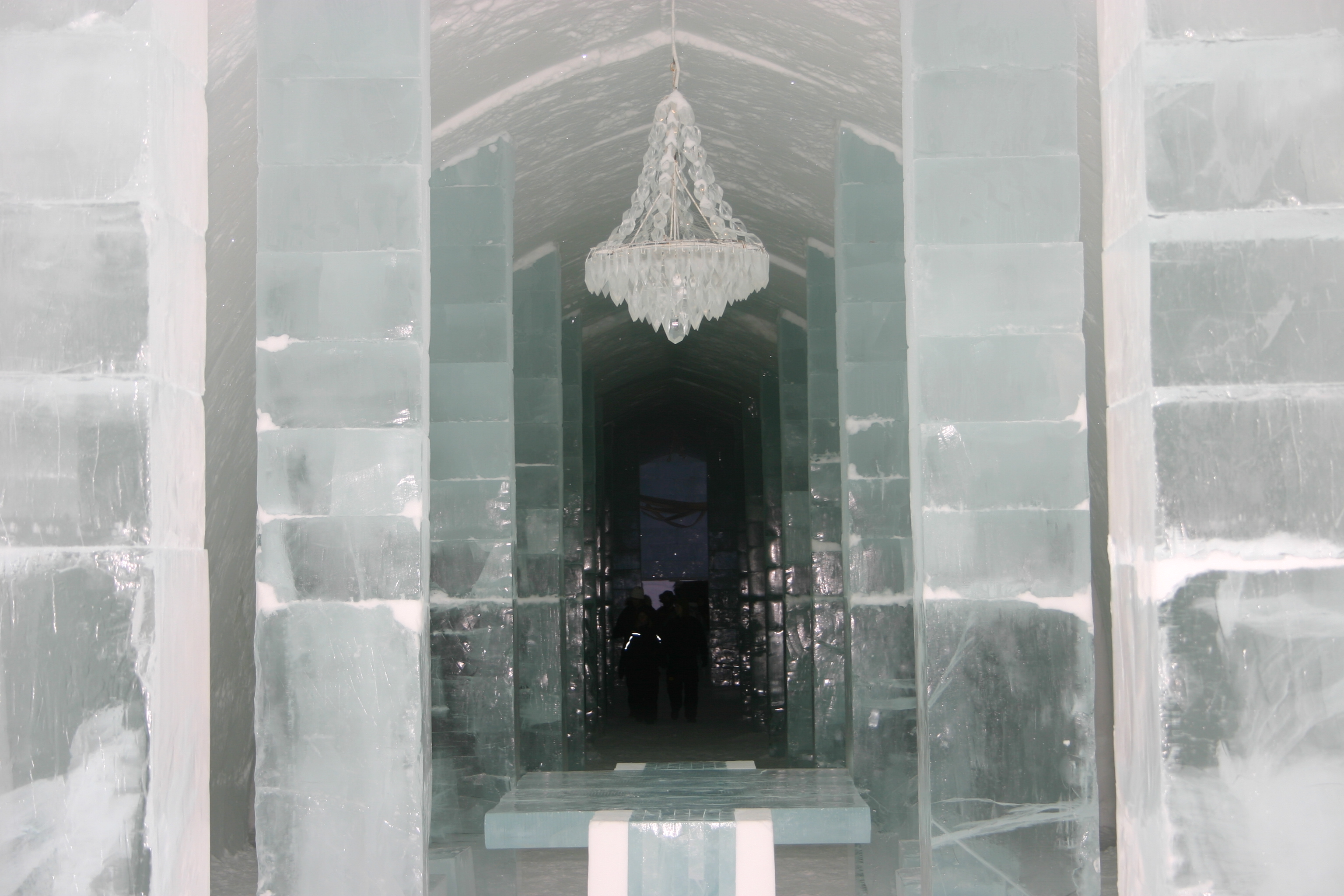
L'Hotel de gel de Jukkasjärvi

El 1957, el Kiruna Geophysical Observatori (KGO) (ara l'Institut suec de Física Espacial) va ser fundat i establert per la Reial Acadèmia Sueca de Ciències. El centre espacial d'Esrange es va crear el 1966 per a realitzar operacions amb coets i observacions i seguiments terrestres, operacions de globus aerostàtics des de 1974, operacions de satèl·lit des de 1978 i operacions de proves des del 2000 (amb l'Administració de Material de Defensa Sueca). L'ESA opera una estació de satèl·lits a prop de Salmajärvi, proper Esrange, des de 1989. El 1987, la universitat d'Umeå va començar un programa d'enginyeria espacial a Kiruna, i la formació sobre GIS es va començar a la Universitat de Tecnologia de Luleå el 1991.

### Trasllat del poble

Tall transversal de la mina de ferro de Kiruna, on s'aprecia l'impacte en la superfície a mesura que baixa la cota d'extracció

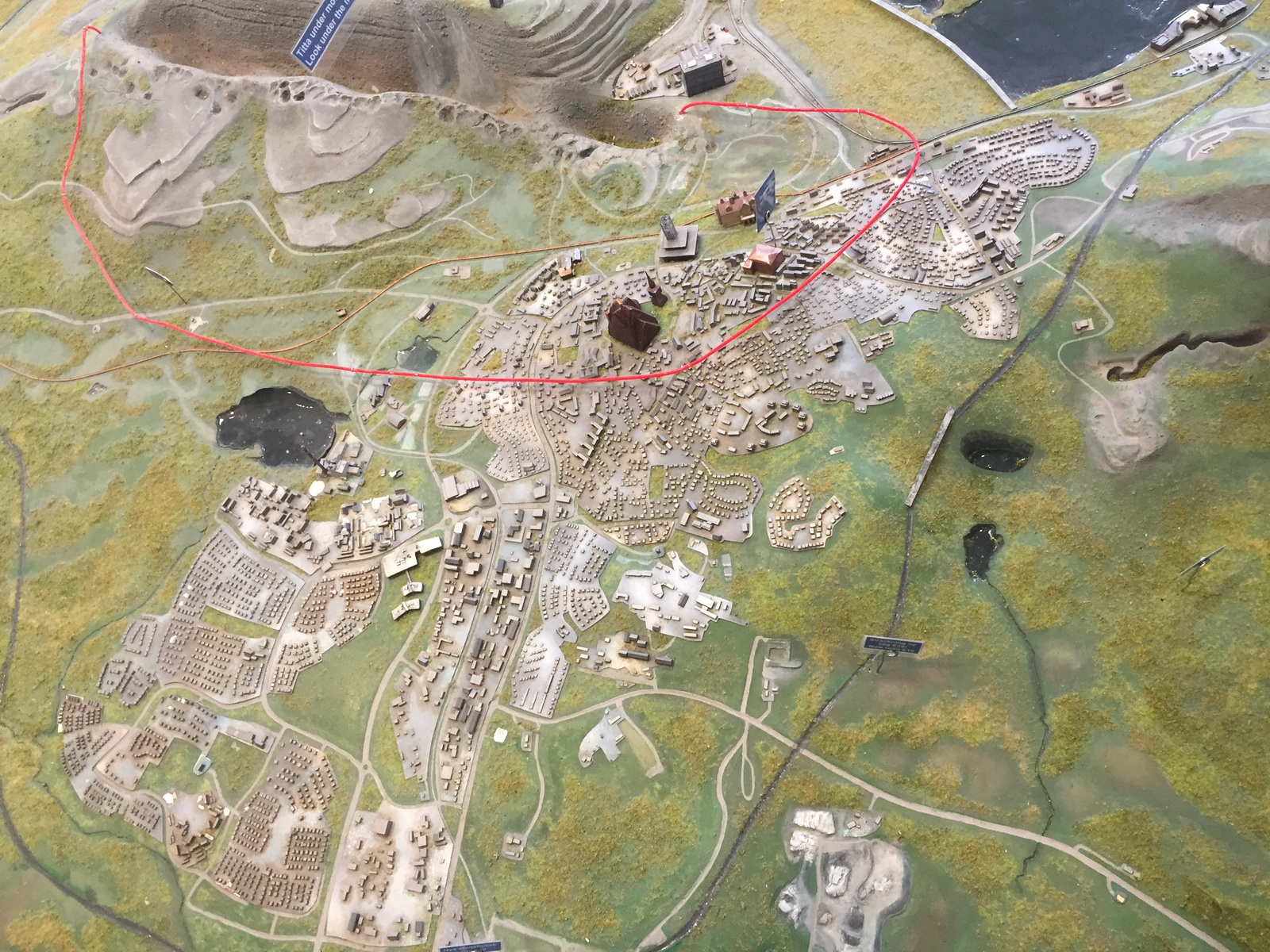
Maqueta de Kiruna el 2015, marcat amb una línia vermella a la zona que s'ha de desocupar i traslladar els habitatges

El que es coneix com a redesenvolupament de Kiruna és un projecte de trasllat i reconstrucció de la ciutat, a mesura que la mina de Kirunavaara, gestionada per la LKAB, avança soscavant el centre de la ciutat actual. Diversos edificis han de ser traslladats o enderrocats. El centre de la ciutat es desplaçarà 3 quilòmetres a l'est de l'actual.
Les deformacions del terra varen ser aparents a partir del 2003, i el procés de desplaçament per motius de seguretat van començar el 2007.
El 2004, es va decidir que la part afectada de la ciutat hauria de ser reubicada per evitar els riscos relacionats amb la subsidència del terreny. La reubicació s'està fent gradualment fins al 2030.
La reubicació afecta al voltant de 3.000 habitatges, el centre comercial actual de Kiruna, la majoria dels hotels de la ciutat, un gran nombre de llocs de treball, grans i importants institucions públiques com l'hospital, l'escola secundària, la biblioteca i estació de policia i dels bombers, així com un nombre d'edificis històrics, com l'església de Kiruna.
El 8 de gener de 2007, va ser proposada la nova ubicació situada al nord-oest, al peu del mont Luossavaara, junt al llac Luossajärvi.
Els primers treballs reals relacionats amb el trasllat van ser el novembre de 2007, quan van començar les obres per construir un nou col·lector d'aigües residuals.
En la mateixa setmana, es van presentar els primers projectes de traçat de la part nova de la ciutat. El projecte incorporava un centre de viatges, les ubicacions noves per a l'ajuntament i l'església de Kiruna, un llac artificial i una extensió del mont Luossavaara a la ciutat. La ubicació de la secció nova de la carretera E10 estava per determinar, així com la ubicació del ferrocarril i l'estació.
No obstant, el juny de 2010 el consell municipal va decidir que la ciutat seria moguda cap a l'est (a 67° 51′ 1″ N, 20° 18′ 2″ E / 67.85028°N,20.30056°E), en direcció a Tuolluvaara, en comptes de la proposada ubicació nord-oest. La primavera de 2014, l'empresa White Arkitekter AB d'Estocolm i Ghilardi + Hellsten Arkitekter d'Oslo va guanyar el contracte per dissenyar la ciutat nova, que preveu densificar el centre de la ciutat amb un major enfocament a la sostenibilitat, els vianants i el transport públic per sobre dels automòbils.

## Geografia
Kiruna està localitzada al nord de Suècia, 145 quilòmetres al nord del cercle polar àrtic. El centre de ciutat és construït en el turó de Haukavaara a una altitud de 530 m. Al nord seu transcorre el riu Torne i al sud el riu Kalix. Altres barris prop de la ciutat són Lombolo i Tuolluvaara. Kiruna està entre les muntanyes de Kiirunavaara i Luossavaara. A Kiirunavaara es troba la mina de ferro de Kiruna que és el recurs econòmic primari de la ciutat. El Luossavaara va ser una antiga mina i actualment s'utilitza com pista d'esquí.
La ciutat està construïda a prop del llac Luossajärvi que alimenta al Luossajoki que, al seu cop, desaigua al riu Torne a Laxforsen. L'àrea al voltant de Kiruna és molt poc poblada. El nord-oest, oest i sud-oest de Kiruna està dominat pels Alps Escandinaus, visibles des del centre de la ciutat. La muntanya més alta de Suècia, el Kebnekaise, està a 75 quilòmetres del centre de la ciutat i també és visible. A l'oest està Nikkaluokta i al nord-oest les ciutats d'Abisko, Björkliden, Riksgränsen i la ciutat noruega de Narvik, a 180 quilòmetres per carretera. A 12 quilòmetres al nord de Kiruna es troba Kurravaara, a la riba del riu Torne. La regió del nord de Kurravaara és inaccessible, deshabitada, en part estèril i en part amb boscos de bedoll, fins a les fronteres noruegues i finlandeses a Treriksröset. A l'est domine el bosc boreal, que s'estén centenars de quilòmetres cap a Finlàndia i Rússia. A uns 15 km a l'est de Kiruna hi ha un grup de pobles a la riba del riu Torne, el més destacat és Jukkasjärvi, on destaca la seva església de Jukkasjärvi considerada la més antiga del comtat, així com un hotel de gel, l'únic del món, que es construeix cada hivern i atrau turistes d'arreu del món. Les ciutats bessones de Gällivare i Malmberget són a uns 120 km al sud de Kiruna.
Kiruna va esdevenir una ciutat sueca l'1 de gener de 1948, i va ser considerada com la ciutat amb major superfície municipal del món, si bé la majoria del seu territori era no-urbà. Després de la reforma municipal sueca de 1970, el terme "ciutat" només es refereix a l'àrea construïda.

### Clima
Situada a 145 km al nord del cercle polar àrtic, Kiruna té un clima subàrtic (Dfc) amb estius curts i frescos i hiverns llargs i freds, encara que la ciutat pot ser considerada més càlida que el bosc que l'envolta. La capa de neu dura generalment des de finals de setembre fins a mitjans de maig, però la nevada pot ocórrer durant tot l'any. El sol no es pon entre el 28 de maig i el 16 de juliol, i les nits blanques duren des de la primeria de maig fins a la primeria d'agost. El període durant el qual el sol no sort dura de l'11 de desembre al 31 de desembre, encara que els límits exactes depenen de la topografia local. Tot i que els hiverns de Kiruna són molt freds tenint en compte els estàndards suecs, encara són molt menys durs que els hiverns en latituds similars a l'Amèrica del Nord i a Sibèria, i fins i tot que a zones més meridionals d'altres parts del món a causa de la influència marítima. De fet, per sota del paral·lel 45 de l'Extrem Orient Rus es donen temperatures hivernals similars a les de Kiruna. Kiruna, tanmateix, té estius més frescos que aquestes zones, però encara són prou càlids per mantenir-se fora de l'àrea de clima polar i per sota del límit arbori del nord. Les temperatures d'hivern, però, són sensiblement més fredes que les registrades en àrees immediatament afectades pel corrent del Golf, on, de fet, les temperatures mínimes regulars de Kiruna durant el gener i el febrer són més fredes o similars a les del rècord històric de Tromsø.

La temperatura més baixa confirmada mai registrada a Kiruna va ser registrada per una estació meteorològica propera amb -43.3 °C, el gener del 1999. L'estació meteorològica va registrar 31.6 °C al juliol del 1945, que és el rècord històric. El mes més càlid registrat a l'estació meteorològica va ser el juliol del 2014, amb una temperatura màxima mitjana de 23,8 °C. Va ser durant una onada de calor significativa que va afectar la major part d'Escandinavia, resultant en diverses estacions del nord que van registrar una calor excepcional tenint en compte els seus valors normals. Kiruna té un clima ombrívol, afectat pels sistemes de baixes pressions a l'Atlàntic. A causa del seu cicle de llum diürna extrem, el període comprès entre l'abril i l'agost representa el 73% del sol anual de Kiruna segons la mitjana de 1961-1990, mentre que els cinc mesos més foscos entre l'octubre i el febrer només contenen al voltant del 10% del sol anual.
| Dades climàtiques a Kiruna (mitjanes de 2002-2017; extremes des del 1901; precipitació & llum solar de 1961-1990) | Dades climàtiques a Kiruna (mitjanes de 2002-2017; extremes des del 1901; precipitació & llum solar de 1961-1990) | Dades climàtiques a Kiruna (mitjanes de 2002-2017; extremes des del 1901; precipitació & llum solar de 1961-1990) | Dades climàtiques a Kiruna (mitjanes de 2002-2017; extremes des del 1901; precipitació & llum solar de 1961-1990) | Dades climàtiques a Kiruna (mitjanes de 2002-2017; extremes des del 1901; precipitació & llum solar de 1961-1990) | Dades climàtiques a Kiruna (mitjanes de 2002-2017; extremes des del 1901; precipitació & llum solar de 1961-1990) | Dades climàtiques a Kiruna (mitjanes de 2002-2017; extremes des del 1901; precipitació & llum solar de 1961-1990) | Dades climàtiques a Kiruna (mitjanes de 2002-2017; extremes des del 1901; precipitació & llum solar de 1961-1990) | Dades climàtiques a Kiruna (mitjanes de 2002-2017; extremes des del 1901; precipitació & llum solar de 1961-1990) | Dades climàtiques a Kiruna (mitjanes de 2002-2017; extremes des del 1901; precipitació & llum solar de 1961-1990) | Dades climàtiques a Kiruna (mitjanes de 2002-2017; extremes des del 1901; precipitació & llum solar de 1961-1990) | Dades climàtiques a Kiruna (mitjanes de 2002-2017; extremes des del 1901; precipitació & llum solar de 1961-1990) | Dades climàtiques a Kiruna (mitjanes de 2002-2017; extremes des del 1901; precipitació & llum solar de 1961-1990) | Dades climàtiques a Kiruna (mitjanes de 2002-2017; extremes des del 1901; precipitació & llum solar de 1961-1990) |
| Mes | gen | febr | març | abr | maig | juny | jul | ag | set | oct | nov | des | anual |
| --- | --- | --- | --- | --- | --- | --- | --- | --- | --- | --- | --- | --- | --- |
| Màxima rècord °C (°F)                                                                                             | 7.3 (45.1) | 7.3 (45.1) | 11.3 (52.3) | 15.2 (59.4) | 27.0 (80.6) | 29.8 (85.6) | 31.6 (88.9) | 28.4 (83.1) | 23.3 (73.9) | 16.1 (61) | 9.2 (48.6) | 8.0 (46.4) | 31.6 (88.9) |
| Màxima mitjana °C (°F)                                                                                            | −9.0 (15.8) | −7.2 (19) | −1.6 (29.1) | 3.9 (39) | 10.0 (50) | 15.5 (59.9) | 19.3 (66.7) | 16.7 (62.1) | 10.8 (51.4) | 2.8 (37) | −3.7 (25.3) | −6.1 (21) | 4.3 (39.7) |
| Mínima mitjana °C (°F)                                                                                            | −18.7 (−1.7) | −16.9 (1.6) | −12.5 (9.5) | −5.7 (21.7) | 0.4 (32.7) | 5.7 (42.3) | 9.0 (48.2) | 6.6 (43.9) | 2.3 (36.1) | −4.0 (24.8) | −11.9 (10.6) | −15.7 (3.7) | −5.1 (22.8) |
| Mínima rècord °C (°F)                                                                                             | −43.3 (−45.9) | −42.3 (−44.1) | −36.8 (−34.2) | −31.1 (−24) | −21.0 (−5.8) | −5.8 (21.6) | −1.8 (28.8) | −4.0 (24.8) | −11.8 (10.8) | −28.8 (−19.8) | −34.6 (−30.3) | −38.0 (−36.4) | −43.3 (−45.9) |
| Precipitació mitjana mm (polzades)                                                                                | 30.1 (1.185) | 25.4 (1) | 26.2 (1.031) | 26.9 (1.059) | 33.6 (1.323) | 48.5 (1.909) | 86.1 (3.39) | 73.6 (2.898) | 49.3 (1.941) | 47.0 (1.85) | 41.5 (1.634) | 34.0 (1.339) | 522.1 (20.555) |
| Mitjana de dies de precipitació                                                                                   | 17 | 14 | 14 | 13 | 12 | 13 | 16 | 17 | 15 | 16 | 16 | 17 | 192 |
| Mitjana mensual d'hores de sol                                                                                    | 5 | 62 | 139 | 183 | 232 | 266 | 243 | 159 | 110 | 67 | 18 | 0 | 1.484 |
| Font: Instiut Meteorològic i Hidrològic de Suècia                                                                 | | | | | | | | | | | | | |

### Transports
Kiruna es troba a la carretera E10, la qual connecta Luleå amb Noruega i passa prop de Gällivare (al sud de Kiruna) fins a Narvik (a la costa noruega). Una curta carretera connecta a Kurravaara al riu Torne i s'acaba allà. Una altra carretera connecta Kiruna amb Nikkaluokta prop de Kebnekaise i és utilitzada pels turistes per accedir a la muntanya. Passa per diversos pobles propers a la vall del riu Kalix.
Els autobusos connecten Kiruna amb les principals ciutats del comtat de Norrbotten i els pobles propers i en la regió més àmplia. Una línia de ferrocarril, el Malmbanan, connecta Luleå amb Gällivare, Kiruna i Narvik. Encara que aquesta línia fou construïda per a la mina, Ferrocarrils Suecs opera el trànsit diari de passatgers a la línia: hi passa un tren nocturn de Narvik a Estocolm, un tren de dia de Narvik a Luleå (que connecta amb un segon tren de nit a Estocolm i Gotemburg), i hi ha trens a Luleå i Narvik que comencen i acaben a Kiruna. Aquest últims tren és conegut com a Karven i és popular per a excursions de dia a les muntanyes properes d'Abisko, Björkliden i Riksgränsen, particularment a l'hivern. Els trens addicionals de llarga distància són gestionats per Transdev a l'estiu. El 2013 l'estació de ferrocarril es va traslladar a 2 km del centre de la ciutat, de manera que és possible anar-hi caminant però no es recomana. Hi ha un servei de transport gratuït per a cada sortida i arribada que parteix i arriba a l'estació d'autobusos ubicada al centre de la ciutat.
L'aeroport de Kiruna és al sud-est de la ciutat, a 8 km per carretera. Alguns vols diaris connecten Kiruna amb Estocolm, ja sigui directament o amb escala a Luleå o Umeå. Hi ha un autobús que connecta l'aeroport amb el centre de la ciutat que des de l'agost del 2015 està disponible per als passatgers de tots els vols provinents d'Estocolm-Arlanda. [1]

## Economia

### Recerca espacial
La recerca espacial va començar a finals de la dècada del 1940.
L'Estació de Kiruna ESTRACK de l'ESA, l'Agència Espacial Europea, es troba al municipi. Així doncs, al municipi es troba el camp de llançament de coets Esrange a més d'una estació EISCAT i la seu científica d'EISCAT.
També a Kiruna hi ha l'Institut de Física Espacial i el Departament de Ciències de l'Espai, que pertany a la Universitat Tecnològica de Luleå.
El 2007, el govern suec va anunciar que Kiruna seria l'amfitriona de Spaceport Sweden, signant un acord amb Virgin Galactic. Es tracta d'una empresa que planeja fer de Kiruna el principal cosmòdrom europeu per a vols espacials suborbitals personals per al turisme espacial, la recerca, l'educació i un centre per a la innovació entre empreses.

### Mineria

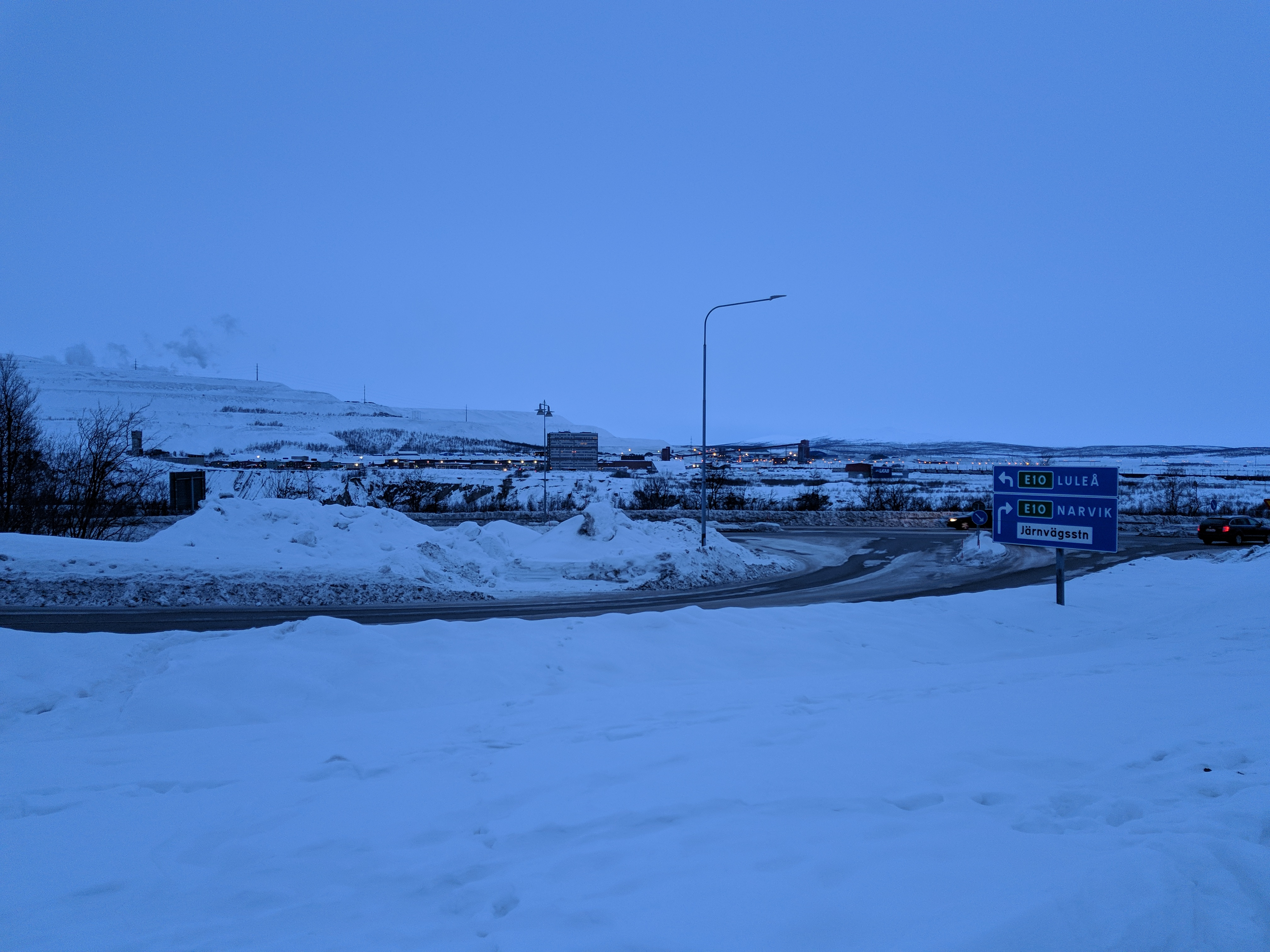
El jaciment de Kiruna és una llosa inclinada de magnetita, de 80 m d'amplada, 4 km de longitud i almenys 2 km de profunditat

La mineria té un paper important com a font d'ingressos nacionals i genera ocupació per a Kiruna i la regió circumdant. Igual que gran part del nord de Suècia, la zona és rica en magnetita, que s'extreu per a produir diversos productes de mineral de ferro que després es transporten per ferrocarril al port de Narvik a Noruega per ser enviats a clients d'arreu del món. La mineria a gran escala a Kiruna va començar al segle xix just quan la principal empresa minera sueca LKAB va ser fundada el 1890.

### Turisme

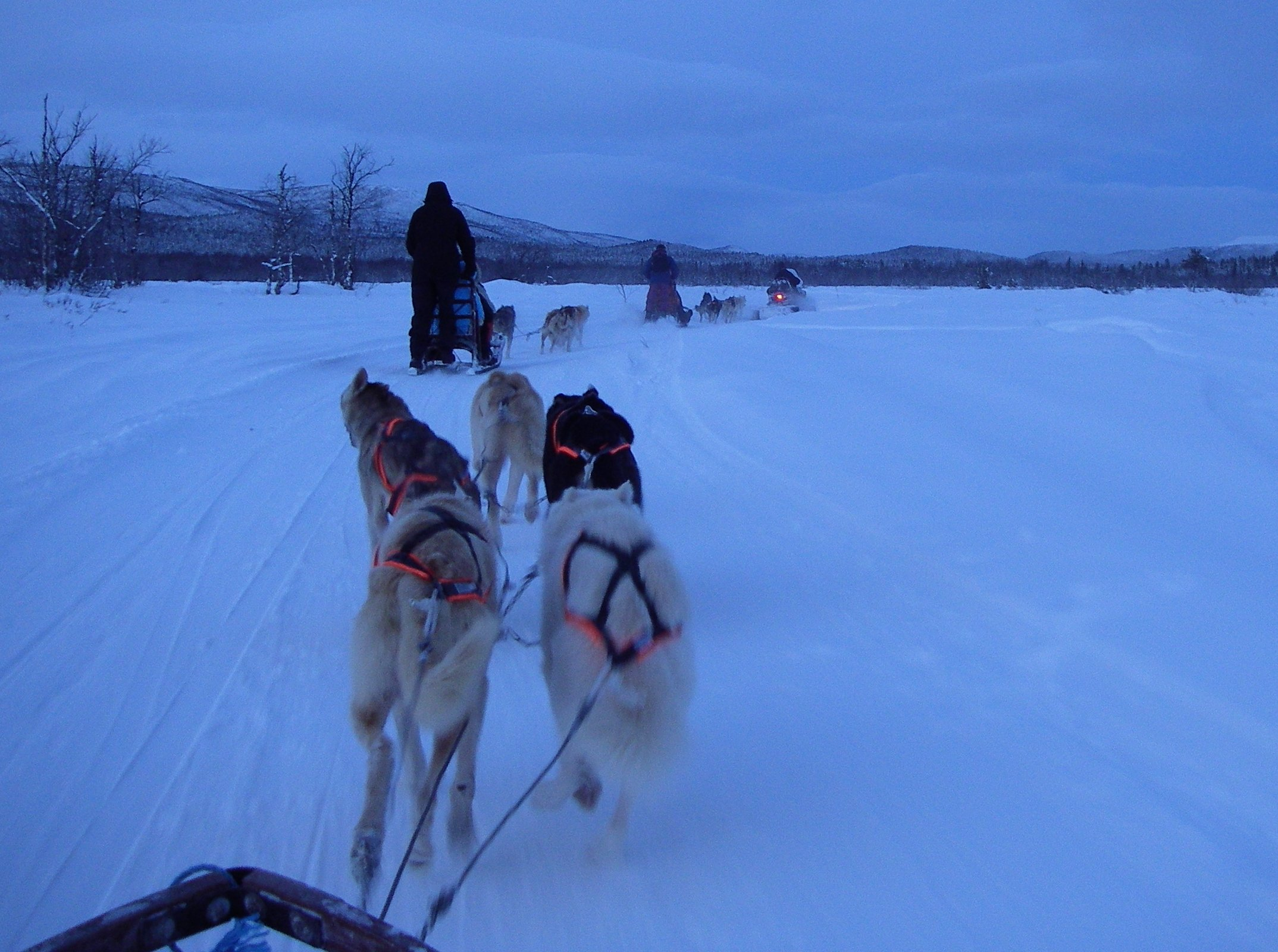
El múixing és una activitat popular als voltants de Kiruna.

El turisme és també una important font d'ingressos per a Kiruna i la regió circumdant, amb al voltant de 300.000 nits turístiques per any (1998). Les visites a la mina, l'església, l'Estació de Recerca Científica d'Abisko i a l'Institut de Física Espacial o a l'Esrange, així com la caça i la pesca són possibles. Els turistes exploren la cultura sami, especialment en combinació amb activitats d'hivern com múixing.
A l'estiu es pot fer senderisme en parcs nacionals com el Parc Nacional d'Abisko i a les muntanyes fins al Kebnekaise, caminar en senders com el Kungsleden i el Nordkalottruta, espeleologia, ràfting, piragüisme i passeigs en barca a través dels llacs. La ubicació al nord del cercle polar àrtic atrau els turistes durant el sol de mitjanit. El festival anual de Kiruna és un festival de música al sol de la mitjanit.
A l'hivern, l'hotel de gel i les aurores polars atrauen els turistes. La capa de neu, que generalment dura de l'octubre al maig, i els llacs i rius congelats faciliten l'esquí nòrdic i l'alpí, els trineus de gossos i l'ús de motos de neu. Es pot fer escalada en gel a les muntanyes i patinatge sobre gel en llacs o rius. L'anual Snow Festival (Festival de la neu, en anglès) se celebra durant l'últim cap de setmana del gener i inclou escúter saltant, una cursa de rens i un concurs d'escultura de gel.

## Esports
- Kiruna FF és un club de futbol suec situat a Kiruna. El club competeix actualment a la Divisió 3 de Norra Norrland, el cinquè nivell del sistema de lliga del futbol suec.
- Kebnekaise BTK és un club de tennis de taula situat a Kiruna. El club competeix a la Divisió 1 Norra Norrland, el tercer nivell del sistema de lliga sueca de tennis de taula. Kebnekaise BTK ha estat sempre un dels clubs de tennis de taula més reeixits del nord de Suècia. Els seus entrenaments es realitzen a Sporthallen, el centre esportiu situat al centre de Kiruna.

## Monuments
Al poble de Jukkasjärvi hi ha un hotel de gel que es reconstrueix anualment cada hivern.
L'església de Kiruna, construïda el 1912, és un dels edificis de fusta més grans de Suècia. L'exterior de l'església és d'estil neogòtic, mentre que l'altar és modernista. L'any 2001, l'església de Kiruna va ser l'edifici anterior al 1950 més popular de Suècia, en una enquesta a tot el país dirigida per Swedish Traveling Exhibitions (Exposicions itinerants sueques, en anglès), una agència governamental vinculada al Ministeri de Cultura.
La primera pista d'hoquei sobre gel de Suècia, Matojärvi. El camp ha estat visitat per molts dels jugadors d'hoquei sobre gel més famosos de Suècia, els quals també hi han jugat. Llegendes com Börje Salming, Mats Sundin i Peter Forsberg.

## Fills il·lustres
- Börje Salming, defensa en hoquei sobre gel de l'NHL; membre del Saló de la Fama d'hoquei
- Per Spett, magnat que és esquiador olímpic
- Svarta Bjorn, llegendària cuinera femenina durant la fundació del poble
- Hanna Öberg, biatlet olímpic

## Ciutats agermanades
Kiruna manté una relació d'agermanament amb les següents localitats:
- Narvik, Noruega
- Arkhànguelsk, Rússia